# Bokken
Bokken (木剣) eller bokuto (木刀, bokutō) er japanske betegnelser for et stykke træ, der har form som en katana; men der findes forskellige andre former.
Bokken eller Bokuto blev benyttet som våben af samuraierne. Der er således ikke tale om en attrap for katana, men et reelt våben. Bukuto blev anvendt som våben før det japanske sværd, katana, blev smedet.
Udformningen af bokken/bukuto kan variere i længde, vægt, træsort, kurve og design alt efter hvilken tradition den pågældende ryu (skole) historisk lægger til grund for valg af bukuto/bokken.
I bujutsu-sammenhæng blev bokken/bukuto anvendt i kampsituationer eller til træning i forbindelse med kata, hvor kontaktgraden til modstanderen eller opponenten afhænger af ryu (skole) og traditioner. I budo sammenhæng benyttes bokken/bukuto i forbindelse med træning, hvor der ofte ikke var kontakt med modstanderen.
Effektiviteten af massivt træ som våben kan illustreres ved hjælp af filmatiseringen af en af de mest berømte dueller i Japans samuraihistorie i år 1612. Denne duel foregik mellem Miyamoto Musashi (1584?-1645) og Sasaki Kojiro (1585?– 13. april 1612) på en sandstrand, hvor Musashi under duellen anvendte en modificeret åre fra sin robåd mod Kojiro, som anvendte sin katana. Se filmklip der illustrerer denne berømte duel: filmklip
Våben af træ blev i mange tilfælde foretrukket frem for våben af metal. Fx foretrak Miyamoto Musashi bokken/bokuto i kamp frem for katana, fordi bokken/bokuto var vanskeligere at ødelægge under kamp. Med sit blad af det sprødere stål splintrer en katana lettere end en bokken. 
I dag finder bokken anvendelse i diverse kenjutsu - og kendo-skoler samt nogle retninger af aikido.

## Reference
1. ↑  Draeger, Donn F. (1973): Classical Bujutsu. Weatherhill. Side 56.